# Marc Cardona
Marc Cardona Rovira (ur. 8 lipca 1995 w Lleidzie) – hiszpański piłkarz występujący na pozycji napastnika w holenderskim klubie Go Ahead Eagles do którego jest wypożyczony z CA Osasuna.

## Kariera klubowa
Urodzony w Lleidzie, Cardona w młodości reprezentował barwy San Benito. W 2014 roku dołączył do Atlético Sanluqueño, w którym zadebiutował 24 sierpnia tego samego roku wchodząc na boisko z ławki rezerwowych w przegranym 3–0 meczu przeciwko Alcali w ramach Tercera División.
Cardona w pierwszym sezonie rzadko pojawiał się na boisku w barwach pierwszej drużyny, ale był regularnym graczem rezerw występujących w Primera Andaluza. W drugim sezonie, Marc był kluczowym piłkarzem Atlético Sanluqueño. Zespołowi udało się awansować do Segunda División B, a Cardona zakończył sezon z 20 bramkami na koncie.
29 czerwca 2016 roku, Cardona został piłkarzem występującej w trzeciej dywizji Barcelony B. Swój debiut dla Barçy B zaliczył 20 sierpnia tego samego roku, w wygranym 3–1 spotkaniu przeciwko Atlético Saguntino, strzelając wszystkie bramki dla swojej drużyny.
Debiut dla pierwszej drużyny Barcelony, Cardona zaliczył 30 listopada 2016 roku, zmieniając Carlesa Aleñie w meczu przeciwko Hérculesowi w ramach Pucharu Króla.
6 dni później udało mu się zadebiutować w Lidze Mistrzów, zmieniając w 74 minucie Ardę Turana w wygranym 4–0 meczu przeciwko Borussia Mönchengladbach.
30 czerwca 2018 roku przedłużył kontrakt z Barceloną B do 2021 roku. 19 lipca 2018 roku został wypożyczony na jeden sezon do Eibaru. 25 czerwca 2019 roku odszedł z Barcelony do Osasuny za 2,5 miliona euro.

## Sukcesy

### Barcelona
- Puchar Króla: 2016/2017